# Џорџ Луск
Џорџ Акин Луск (енгл. George Akin Lusk; 1839—1919) био је градитељ и декоратер, а такође и председник Витечапелског будног одбора, који је пазио на безбедност грађана за време убистава 1888, и за која је био одговоран лондонски убица Џек Трбосек.

## ПисмоИз пакла
У октобру 1888, Луск је почео да верује да је његова кућа под присмотром и затражио је полициску заштиту. 16. октобра 1888. је добио пакет у којем је нашао писмо упућено њему, и пола људског бубрега.
Текст писма говори:
| Из пакла. Г. Луск, Господине, Шаљем вам пола бубрега који сам узео од једне жене и сачувао за вас. Други сам део испекао и појео; био је јако укусан. Можда вам пошаљем крвави нож који га је извадио, само ако будете још мало причекали Потписано Ухватите ме ако можете, господине Луск |